# إرنست ألكسندرسون
إرنست فريدريك ويرنر ألكسندرسون (25 يناير 1878 - 14 مايو 1975) هو مهندس كهربائي سويدي أمريكي، كان له جهود في تطور المذياع والتلفاز، كما اخترع مولد ألكسندرسون ‏ وهو جهاز إرسال لاسلكي للبث الإذاعي للمسافات الطويلة والذي استخدم بين عامي 1906 حتى 1930.

## نشأته وتعليمه
ولد ألكسندرسون في أوبسالا وتلقى تعليمه في المعهد الملكي للتكنولوجيا ومعهد برلين التكنولوجي في ألمانيا، هاجر بعد ذلك إلى الولايات المتحدة في عام 1902 وقضى جزءًا كبيرًا من حياته في شركة جنرال إلكتريك.